# Junkers Ju 90
El Junkers Ju 90 fue avión comercial tetramotor de 40 plazas desarrollado por el fabricante alemán Junkers para Lufthansa, aerolínea que lo utilizaba poco antes de la Segunda Guerra Mundial. Era la versión civil del cancelado bombardero Ju 89. Durante las hostilidades, la Luftwaffe lo empleó como transporte militar.

## Diseño y desarrollo
La serie de aviones de pasaje y transporte Junkers Ju 90 descendía directamente del Ju 89, uno de los dos competidores en el programa Bombardero Ural, destinado a producir un bombardero estratégico de largo alcance. Este concepto fue abandonado por el Reichsluftfahrtministerium (RLM) en abril de 1937 a favor de bombarderos más pequeños y rápidos. El diseño fue dirigido por Ernst Zindel y el desarrollo por el profesor Herbert Wagner.

## Desarrollo civil
Deutsche Luft Hansa solicitó un avión comercial de larga distancia ya en 1933. Cuando se abandonó el programa Ju 89, el tercer prototipo se completó parcialmente y, a petición de Luft Hansa, se reconstruyó como avión comercial conservando las alas y cola del diseño original pero se incorpora un nuevo fuselaje más ancho para acomodar pasajeros. El nuevo diseño fue designado Ju 90.
El Junkers Ju 90  era un tetramotor, construcción metálica, ala baja, equipado con estabilizadores verticales gemelos. Las alas se construyeron alrededor de cinco largueros tubulares. El nuevo fuselaje era de sección ovalada, con revestimiento de duraluminio. El tren de rodaje y la rueda de cola eran completamente retráctiles; las unidades principales de una sola rueda se elevaban hidráulicamente en las góndolas interiores de los motores. En los primeros cuatro Ju 90A, había cinco pares de ventanas rectangulares en cada lado, cada par doble iluminaba una sección dividida de la cabina que contenía ocho asientos en pares enfrentados a cada lado de un pasillo central. El Ju 90B, cuyos prototipos eran el Ju 90 V5 a través del avión Ju 90 V10, adoptó ventanillas redondas. El Ju 90 V11 se convirtió en el prototipo Ju 290 definitivo con ventanas rectangulares más pequeñas.
La serie Ju 90B fue visualmente distintiva debido a sus aletas ovaladas en la cola. El Ju 90 V6 fue retirado de los vuelos de prueba y se reconstruyó como el prototipo Ju 390 V1. El Ju 90 V9 también se retiró y se reconstruyó como el Ju 390 V2, más tarde redesignado en octubre de 1944 como el Ju 390A-1. La reconstrucción del Ju 90 V10 en el prototipo de bombardero Ju 390 V3 se inició, pero se desechó en la fábrica en junio de 1944. La firma Junkers recibió una compensación por siete Ju 390 en construcción, cuando se cancelaron las órdenes.
Había cuatro o cinco secciones de fuselaje divididas, esta última con un máximo de 40 pasajeros. Contaba con inodoro, guardarropa un compartimento para el correo a popa y una bodega de equipajes. El fuselaje era considerado muy amplio según los estándares del tiempo con un ancho interno de 2,83 m.
El primer prototipo, Ju 90 V1, estaba propulsado por cuatro motores en V invertidos refrigerados por líquido Daimler-Benz DB 600 C que generaban 820 kW (1.100 hp) cada uno. Tenían más potencia que los instalados en su predecesor Ju 89 y en los siguientes aparatos comerciales Ju 90. Nombrado Der Grosse Dessauer como había sido el anterior Junkers G 38, realizó su primer vuelo el 28 de agosto de 1937. Llevó a cabo las pruebas de larga distancia. Después de ocho meses de pruebas de vuelo, este prototipo se rompió el 6 de febrero de 1938 durante pruebas de sobrevelocidad.
Un segundo prototipo (V2) fue entregado a Luft Hansa en mayo de 1938 para continuar con las evaluaciones. Como todos los Ju 90 comerciales de producción, estaba impulsado por cuatro motores radiales de nueve cilindros BMW 132 que entregaban 620 kW (830 hp). El movimiento hacia una menor potencia probablemente fue necesario por las demandas y presiones a Daimler-Benz por parte del RLM y la Luftwaffe para producir motores para aviones de primera línea estratégicamente importantes. Llamaron a este avión Preussen. Se estrelló fatalmente durante las pruebas de vuelo tropical en un despegue en noviembre de 1938 en Bathurst, Gambia, probablemente debido a un fallo motor. A pesar de estos contratiempos, Luft Hansa solicitó ocho aviones de producción Ju 90A-1. Asimismo,también operaron dos prototipos; el V3 Bayern voló la ruta Berlín-Viena desde julio de 1938. Se dice que este avión voló un total de 62.572 km en 1938. Solo fueron entregados siete de los A-1 a Luft Hansa, el último, en abril de 1940 fue directamente entregado a la Luftwaffe.
South African Airways también ordenó dos Ju 90A-1 con motores Pratt & Whitney R-1830 Twin Wasp de 670 kW (900 hp). Estos aparatos fueron conocidos por la designación alternativa Z-3 para distinguirlos del Z-2 con motor BMW. Ninguno fue entregado a SAA, sino que fueron traspasados a la Luftwaffe. A medida que avanzaba la guerra, los seis aviones sobrevivientes de Luft Hansa también entraron al servicio de la Luftwaffe, aunque dos fueron devueltos a Luft Hansa más tarde. Cuatro de estos aviones tomaron parte en la invasión de Noruega. El prototipo V4 entró en servicio con la Luftwaffe en julio de 1941; este avión estaba equipado con motores Junkers Jumo 211 F/L de 990 kW (1.320 hp).

## Desarrollo militar
En abril de 1939 el RLM solicitó a Junkers un mayor desarrollo del Ju 90 con fines de transporte militar. Los Ju 90 V5 y V6 fueron los prototipos de este diseño militar. Obtuvieron un ala nueva con un borde delantero de sección interna recta de mayor envergadura (19%) y área (11%). El tren de aterrizaje se reforzó con dos ruedas principales y las aletas eran más redondeadas, sin el característico alzado del asta de los modelos anteriores. Las ventanas fueron reemplazadas por 10 pequeños ojos de buey por lado. El Ju 90 V5 voló primero el 5 de diciembre de 1939. Una característica especial tanto del V5 como del V6 era una poderosa rampa hidráulica de embarque en el piso de la sección trasera del fuselaje para cargar pequeños vehículos y cargas voluminosas; esta Trapoklappela, rampa, cuando se bajaba, era lo suficientemente potente como para elevar el fuselaje a la posición de vuelo horizontal. Ambas aeronaves se equiparon con los mucho más potentes motores radiales BMW 801 MA de 1.147 kW (1.539 hp) (la primera letra de sufijo "M"  significa el formato inicial de Motoranlage). Los Ju 90 también se usaron como remolcadores para planeadores pesados.
Los dos últimos prototipos, V7 y el V8, se utilizaron directamente en el programa de desarrollo Ju 290. El primero tenía una extensión del fuselaje de 1,98 m y la adición de diedro al plano de cola para resolver una inestabilidad de guiñada. Un prototipo de reconocimiento aerodinámicamente similar al V7, el V8 estaba armado, sin embargo, con dos cañones MG 151/20 de 20 mm y hasta nueve ametralladoras MG 131 de 13 mm en dos posiciones dorsal, ventral y cola.

## Accidentes e incidentes
- 26 de noviembre de 1938 : el Ju 90V2 de Deutsche Luft Hansa registro D-AIVI, Preussen  se estrella en el despegue en Bathurst (ahora Banjul), Gambia  durante un vuelo de prueba debido a un fallo en los motores; murieron 12 de las 15 personas a bordo.
- 8 de noviembre de 1940 : Ju 90A de Deutsche Luft Hansa registro D-AVMF  Brandenburg, se estrelló en condiciones de hielo en Schönteichen, Sajonia, matando a los 29 a bordo. Este accidente es el peor que haya sufrido el Ju 90.
- 9 de agosto de 1944 : el Ju 90V3 de Deutsche Luft Hansa registro D-AURE,  Bayern, fue destruido en el suelo en el aeropuerto de Stuttgart durante un ataque aéreo; no había nadie a bordo.

## Especificaciones (Ju90A-1)

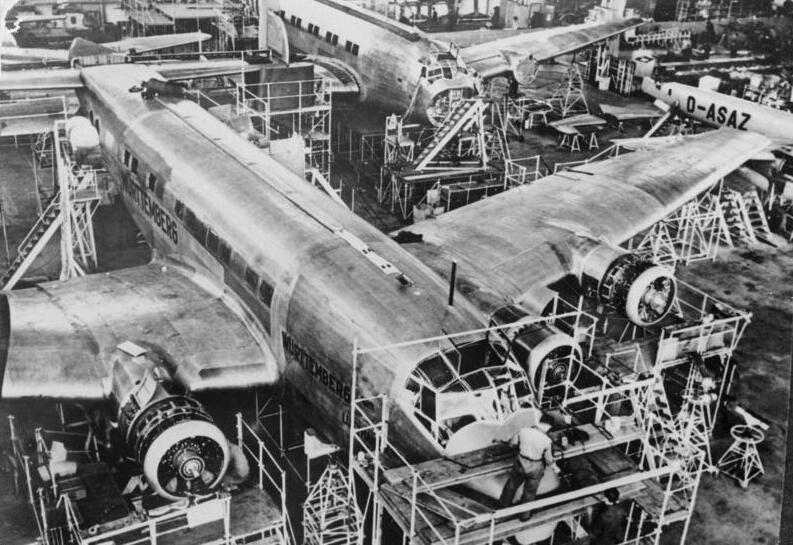
Ju 90 V3 Wurttemberg (W.Nr. 4915) en fase de montaje en Dessau

Referencia datos: Kay, Anthony L. Junkers Aircraft and engines 1913-1945 (2004). London: Putnam Aeronautical Books ISBN 0-85177-985-9

### Características generales
- Tripulación: 4
- Capacidad: 38 a 40 pasajeros
- Longitud: 26,45 m
- Envergadura: 35,27 m
- Altura: 7,05 m
- Superficie alar: 184 m²
- Peso vacío: 19.225 kg
- Peso máximo al despegue: 22.980 kg

- Planta motriz: 4× motor radial nueve cilindros refrigerado por aire BMW 132 H-1.
  - Potencia: 610 kW (820 hp) cada uno.

### Rendimiento
- Velocidad nunca excedida (Vne): 350 km/h
- Velocidad crucero (Vc): 320 km/h
- Alcance: 1.540 km
- Alcance en ferry: 2.092 km
- Techo de vuelo: 5.750 m

### Desarrollos relacionados
- Junkers Ju 89
- Junkers Ju 290
- Junkers Ju 390

### Secuencias de designación
- Sistema de designación aeronaves del RLM: ← Ju 87 · Ju 88 · Ju 89 · Ju 90 ·  Ar 95 · Ar 96 · Fi 97 →

### Listas relacionadas
- Anexo:Aeronaves militares de Alemania en la Segunda Guerra Mundial